# Un'isola per cambiare
Un’isola per cambiare (Faraway) è un film del 2023 diretto da Vanessa Jopp. 

## Trama
Zeynep Altin è una donna ormai preda di una crisi di nervi. Lavora tantissimo e né suo marito né sua figlia la apprezzano e ancora di meno non è apprezzata dal suo anziano padre. Decide quindi di abbandonare Monaco per andare in un’isola croata per trovare un po’ di tranquillità.

## Distribuzione
Il film è stato distribuito sulla piattaforma Netflix a partire dall’8 marzo 2023.